# Mount Doumani
Mount Doumani är ett berg i Antarktis. Det ligger i Västantarktis. Inget land gör anspråk på området. Toppen på Mount Doumani är 3 240 meter över havet, eller 646 meter över den omgivande terrängen. Bredden vid basen är 2,7 km.
Terrängen runt Mount Doumani är kuperad österut, men västerut är den bergig. Trakten är obefolkad. Det finns inga samhällen i närheten. 